# Leycesteria glaucophylla
Leycesteria glaucophylla là một loài thực vật có hoa trong họ Kim ngân. Loài này được (Hook. f. & Thomson) C.B. Clarke mô tả khoa học đầu tiên năm 1880.